# Câlnic, Alba
Câlnic là một xã thuộc hạt Alba, România. Dân số thời điểm năm 2002 là 3029 người.